# Unterm Kirschbaum
Unterm Kirschbaum (schwedisch Under körsbärsträdet) ist eine Geschichte von Astrid Lindgren.

## Handlung
Ann sitzt unter einem Kirschbaum, von dem sie glaubt, dass es sich um einen Wunschbaum handelt. Kaum hat sie sich Gesellschaft gewünscht, setzt sich schon eine ältere Dame zu ihr. Ann erzählt dieser, dass ihre Mutter tot ist. Außerdem ist diese als Kind von Zigeunern unter einem Kirschbaum abgelegt worden und dann von ihren Großeltern aufgezogen worden. Als Anns Mutter drei Jahre alt war, wurde sie wieder von Zigeunern entführt und sollte für diese Geld einsammeln, indem sie Kunststücke vorführte. Später konnte Anns Großvater ihre Mutter zurückholen. Die alte Dame überlegt, ob sie Ann glauben kann. Doch schon bald fährt ein Wagen mit Zigeunern auf dem Weg vor. Ann klettert auf einen Baum und bittet die Frau sie von den Zigeunern zu retten. Als die Zigeuner sie fragen, ob sie auf der Wiese rasten dürfen, verneint die Frau. Die Zigeuner sind entsetzt. Sie erklären, dass sie immer auf diese Wiese dürften und anständige Leute sind, die nichts stehlen. Als die Zigeuner weg sind, bedankt sich Ann bei der Frau für ihre Rettung. Sie erzählt die Geschichte ihrer Mutter weiter, die, nachdem sie gerettet wurde, stürzte und starb. Da erkennt die alte Dame, dass Ann sie belogen hat. Wütend erklärt sie dieser, dass Anns Mutter nicht gestorben sein kann, als sie noch klein war und geht fort. Ann erklärt, dass es sehr wohl so passiert ist, wie sie erzählt hat. Wenig später wird Ann von ihrer Mutter zum Abendessen gerufen. Ann bleibt noch ein wenig unter dem Baum sitzen und beobachtet die Schwalben.

## Hintergrund
Die Geschichte wurde erstmals 1950 in der schwedischen Zeitschrift Vi veröffentlicht. Illustriert wurde die Geschichte von Ingrid Vang Nyman. 1950 erschien die Geschichte mit Vang Nymans Illustrationen in der Kurzgeschichtensammlung Kajsa Kavat (1952, deutsch Sammelaugust und andere Kinder). Bei späteren Auflagen war Ilon Wikland die Illustratorin.
Die Geschichte wurde auch als Hörbuch auf Schallplatte beim Verlag Deutsche Grammophon veröffentlicht. Sie erschien zusammen mit Pelle zieht aus auf einer Schallplatte mit dem Titel: Mathias Wieman Erzählt Geschichten Für Mädchen Und Buben Von Astrid Lindgren. Später las Manfred Steffen die Geschichte als Hörbuch vor, welches auf CD, unter dem Titel Erzählungen, herausgebracht wurde.
In den deutschen Ausgaben hat das Mädchen zwei unterschiedliche Namen, während sie zunächst Ann-Margret genannt wird, heißt sie in späteren Ausgaben Anne. Im schwedischen Original heißt sie Ann.

## Veröffentlichungsstopp
In Schweden wurde die Geschichte, auf Wunsch von Astrid Lindgren, bereits seit 1978 nicht mehr veröffentlicht. Grund dafür sind die stereotypischen und vorurteilsbehafteten Darstellungen der Zigeuner in der Geschichte. Für Lindgren ist dieser Schritt sehr ungewöhnlich. So legte sie Wert auf die Vermarktung ihrer eigenen Geschichten. Auch nach den Rassismusvorwürfen in Pippi Langstrumpf wollte sie nicht, dass der Text verändert wurde. Erst nach ihrem Tod wurden Begriffe wie Neger oder Zigeuner aus dem Buch entfernt. Als Lindgren jedoch mehr und mehr von der Diskriminierung der Sinti und Roma erfuhr, las sie ihre Geschichte Unterm Kirschbaum mit anderen Augen und bat den schwedischen Verlag, diese nicht mehr zu veröffentlichen. Dieser Bitte kam der Verlag 1978 nach.
Laut Ute Wolters von KinderundJugendmedien.de entschied sich der deutsche Oetinger Verlag ebenfalls der Bitte von Astrid Lindgren nachzukommen und die Geschichte ab 2003 nicht mehr zu veröffentlichen. Jedoch erschien diese 2007 noch in dem Jubiläumsband Erzählungen und Märchen. Auch in der Googlevorschau des Buches Erzählungen, das 2019 veröffentlicht wurde, ist die Geschichte noch zu finden. Der Oetinger Verlag zeigt die Geschichte auch in der Vorschau seines Buches Sammelaugust und andere Kinder. In der neuen Ausgabe des Buches Erzählungen fehlt die Geschichte jedoch.

## Rezeption
Laut  Ute Wolters von KinderundJugendmedien.de werden Vorurteile der Bevölkerung der 1950er bis 1970er Jahre über Zigeuner in der Geschichte bestätigt. Jedoch fänden sich die stereotypischen Darstellungen nicht allein in Lindgrens Text wieder, auch die Illustrationen von Ingrid Vang Nyman trügen ihren Teil dazu bei. So würden Zigeunerkinder zerlumpt, halbnackt und aufmüpfig dargestellt. Daneben würde der Zigeuner als böser, dunkler Mann, der Kinder raubt, gezeichnet. Viele der stereotypischen Illustrationen von Vang Nyman fänden sich nicht in Lindgrens Text wieder. Allerdings seien die vorurteilsbehafteten Vorstellungen von Zigeunern als Kinderräubern auch in Astrid Lindgrens Geschichte zu lesen.
Auch Kunskapsbanken Bilders Makt meint, dass Astrid Lindgren die stereotypischen Vorstellungen über Zigeuner als Kinderräuber mit ihrer Geschichte weiterverbreite. Dabei sei es in Wahrheit andersherum gewesen. Den Roma seien die Kinder von Behörden weggenommen worden und sollten bei Bauern leben. Dadurch seien die Roma gezwungen worden ihren Lebensstil aufzugeben, aber es wären auch der Landwirtschaft billige Arbeitskräfte zur Verfügung gestellt worden.
Carl-Henrik Hammerlund findet die Geschichte ein interessantes Beispiel dafür, dass auch Menschen, die sich ansonsten eher gegen Rassismus einsetzen, wie Astrid Lindgren, mitunter rassistische Vorurteile haben könnten.
Cicero kritisiert die „verstaubte“ Sprache des Buches und nennt als Beispiel den Satz: „Oh, sie hat noch nie ein so wunderbares, ein so wonniges kleines Kind mit so träumerischen blauen Augen unter einem so himmlischen Kirschbaum gesehen!“ Solche eine Art Beschreibungen kämen dem Leser heutzutage „allzu goldig“ vor.

## In Deutschland veröffentlicht in
Roman
- Astrid Lindgren: Sammelaugust und andere Kinder (Kajsa Kavat), 1952, Verlag Friedrich Oetinger, Hamburg, illustriert von Ingrid Vang Nyman, ins Deutsche übersetzt von Karl Kurt Peters
- Astrid Lindgren: Astrid Lindgren erzählt, 1971, Verlag Friedrich Oetinger, Hamburg, illustriert von Margret Rettich, ins Deutsche übersetzt von Karl Kurt Peters
- Astrid Lindgren: Erzählungen, 1990, Verlag Friedrich Oetinger, Hamburg, illustriert von Ilon Wikland, ins Deutsche übersetzt von Karl Kurt Peters
- Astrid Lindgren: Erzählungen und Märchen, 2007, Verlag Friedrich Oetinger, Hamburg, illustriert von Ilon Wikland, ins Deutsche übersetzt von Karl Kurt Peters

Hörbuch
- Mathias Wieman Erzählt. Geschichten für Mädchen und Buben. Von Astrid Lindgren, gelesen von Mathias Wieman, Deutsche Grammophon Gesellschaft, Schallplatte
- Astrid Lindgren: Erzählungen, gelesen von Manfred Steffen, 2005, Oetinger, Audio-CD, ISBN 9783789100840